# Sean Lissemore
(en) Statistiques sur pro-football-reference
Sean Lissemore (né le 11 septembre 1987 à Teaneck) est un joueur américain de football américain évoluant au poste de defensive tackle.

## Enfance
Lissemore déménage à Dumont et va à la Dumont High School où il joue trois saisons comme titulaire avec l'équipe comme offensive guard ou defensive end ou linebacker. Lors de sa dernière saison, il fait 120 tacles, neuf sacks ainsi qu'une interception. Il s'illustre aussi au 100 mètres et 200 mètres ainsi qu'à la lutte.

## Carrière

### Université
Il entre au College of William & Mary où il fait des études de kinésithérapeute. En 2006, il fait trente-trois tacles, 2,5 pour des pertes et un sack. En 2008, il débute tous les matchs de la saison et fait cinquante-et-un tacles et quatre sacks. Pour sa dernière année, il est le capitaine de l'équipe et nommé All-America.

### Professionnel
Avant le draft, Sean est invité à un entrainement privé avec les Giants de New York. Sean Lissemore est sélectionné au septième tour du draft de la NFL de 2010 par les Cowboys de Dallas au 234e choix. Pour sa première saison en NFL, il entre au cours de deux matchs, faisant ses débuts lors du huitième match contre les Jaguars de Jacksonville. Il effectue deux tacles et 0,5 sack.
Le 1er septembre 2013, il est échangé aux Chargers de San Diego, pour lesquels il joue 15 matchs lors de la saison 2013-2014.